# Saint-Denis-les-Ponts
 Saint-Denis-les-Ponts  là một xã của tỉnh Eure-et-Loir, thuộc vùng Centre-Val de Loire, miền bắc nước Pháp.